# اخاذی

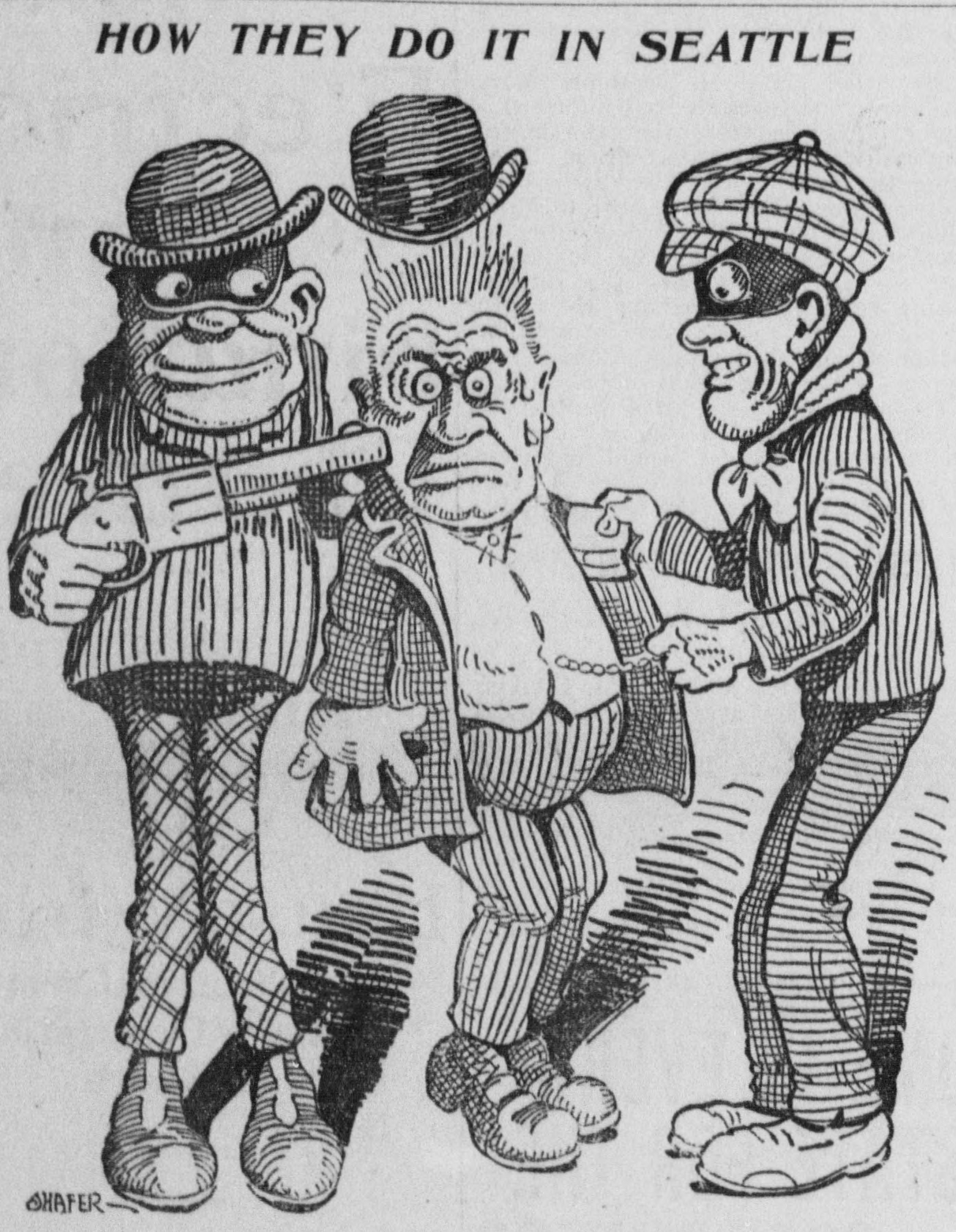
زورگیری

اخاذی به معنای زورگیری، باج‌گیری، اخذ مال یا چیزی به‌زور و تهدید از دیگری می‌باشد. این واژه معادل اصطلاح فرانسوی شانتاژ (chantage) و در اصطلاح به معنای گرفتن پول، مال، سند و غیره از مردم با جبر و تهدید است. اخاذی جرمی است مبنی بر به دست آوردن غیرقانونی پول، مال یا خدمات از یک شخص، موجود یا مؤسسه از طریق اجبار.
جرم اخاذی باید از ۲ امر تشکیل یافته باشد:
- تهدید: تهدید در لغت به معنای تخویف، ترساندن و بیم دادن است عرف و قانون نیز همین تلقی را از این عنوان دارند و تهدید عبارت است از ترساندن طرف مقابل به هر آنچه که برای وی زیان‌بار یا ناخوشایند است.
- تقاضای وجه یا انجام امر یا ترک فعلی

## عنصر روانی جرم
اخاذی از جرائم عمدی است و همچون سایر جرائم عمدی، باید با آگاهی و اراده همراه باشد، یعنی اینکه عالماً و عامداً تهدید بکند پس اگر کسی در حال مستی یا در حال هیپنوتیزم دیگری را تهدید نماید، جرم واقع نمی‌شود. تحقق عنصر روانی این جرم مقید به تحصیل منفعت مادی نامشروع از ناحیه تهدیدکننده عالم و آگاه به تهدید نیست.